# Apanteles phycodis
Apanteles phycodis är en stekelart som beskrevs av Henry Lorenz Viereck 1913. Apanteles phycodis ingår i släktet Apanteles och familjen bracksteklar. Inga underarter finns listade i Catalogue of Life.